# Bernhard Schlink
Bernhard Schlink (* 6. července 1944 Großdornberg u Bielefeldu) je německý spisovatel. V roce 1988 se stal soudcem ústavního soudu spolkové země Severní Porýní-Vestfálsko a dnes je profesorem historie práva na Humboldtově univerzitě v Berlíně.

## Život
Narodil se jako syn profesora teologie. Studoval právo na univerzitě v Heidelbergu a na Svobodné univerzitě Berlín.
Ve světovou známost vešel díky svému dílu Předčítač (Vorleser), který byl přeložen do více než padesáti jazyků.

## Publikační činnost

### Přehled děl v originále
- 1987: Selbs Justiz. ISBN 3-257-21543-6
- 1988: Die gordische Schleife. ISBN 3-257-21668-8
- 1992: Selbs Betrug. ISBN 3-257-22706-X
- 2001: Selbs Mord. ISBN 3-257-23360-4
- 2006: Die Heimkehr. ISBN 3-257-86136-2
- 2008: Das Wochenende. ISBN 978-3-257-06633-3
- 2010: Sommerlügen. ISBN 978-3-257-06753-8
- 2011: Gedanken über das Schreiben. ISBN 978-3-257-06783-5
- 2014: Die Frau auf der Treppe
- 2018: Olga. ISBN 978-3-257-60876-2

### České překlady
- Předčítač (Der Vorleser[7], 1995, česky 1998, překlad Tomáš Kafka, ISBN 80-85190-71-0) Příběh dospívajícího chlapce Michaela Bergse, který naváže intenzivní a komplikovaný vztah se starší ženou Hannou Schmitzovou. Kniha se zabývá tématy viny, odpovědnosti a smíření s minulostí v kontextu poválečného Německa, přičemž odhaluje i složité morální otázky spojené s nacistickou minulostí. Dílo získalo uznání pro svůj citlivý přístup k těmto tématům a bylo zfilmováno.
- Útěk z lásky (Liebesfluchten, 2000, česky 2001, překlad Tomáš Kafka, 290 s., ISBN 80-7260-058-3)
- Návrat (Die Heimkehr, česky Praha: Prostor 2007, překlad Lucy Topoľská, 227 s.)
- Spravedlnost podle Selba: detektivní román (Selbst Justiz, česky 2009 Praha: Prostor, překlad Lucy Topoľská, 218 S.)
- Víkend (Das Wochenende, česky 2011, Praha: Prostor, překlad Lucy Topoľské, 173 s.)
- Letní lži[8] (Sommerlügen, česky 2017, Praha: Prostor, překlad Zlata Kufnerová, 248 s.)
- Olga[9][10] (Olga, česky: Praha, Odeon-Euromedia, 2019, překlad Jana Zoubková, 232 s. ISBN 978-80-207-1879-2)